# Легостаева, Людмила Ивановна
Людми́ла Ива́новна Легоста́ева ― советская оперная певица, Заслуженная артистка РСФСР (1943), солистка Всесоюзного радио.

## Биография
Людмила Ивановна Легостаева родилась 24 сентября (7 октября) 1902 году в селе Гладково, Старобельский уезд, Харьковская губерния (ныне - Харьковская область, Украина), Российская империя.
В 1930 году окончила учебное отделение Государственного института музыкальной науки (ГИМН) в Москве. С того же года стала работать солисткой вокальной группы Всесоюзного радио, где Легостаева прослужила до 1960 года. Певческий голос ― меццо-сопрано.
Певица обладала обширным камерным репертуаром, включая многочисленные романсы, в том числе Петра Булахова, Михаила Глинки, советский композиторов. С особым успехом она пела романсы советского композитора Юрия Шапорина. Часто выступала в ансамбле с пианистом Заслуженным артистом РСФСР Георгом Орентлихером. Принимала участие в исполнении ряда кантат и ораторий, а также концертном исполнении многих классических и советских опер.
Значительным творческим достижением Людмилы Легостаевой стала партия Воина в кантате Петра Чайковского «Москва» (1942). Участвовала в исполнении ряда кантат и ораторий, а также концертном исполнении многих арий из опер, спела партии Любови, Княгини, Морозовой («Мазепа», «Чародейка», «Опричник» Чайковского), Ганны; Любаши, Кащеевны, Морены («Царская невеста», «Кащей Бессмертный», «Млада» Николая Римского-Корсакова), Джамиле («Джамиле» Визе), Кармен, Аксиньи и многие другие.
В 1947 году снялась в эпизодической роли, участвуя в концертный номере в фильме режиссёра Григория Александрова Весна.
За большой вклад в развитие советского оперного искусства в 1943 году Людмила Ивановна Легостаева была удостоена почётного звания «Заслуженная артистка РСФСР». 
Ушла из жизни в 1980 году в Москве.